# Marienkapelle (Straßdorf)

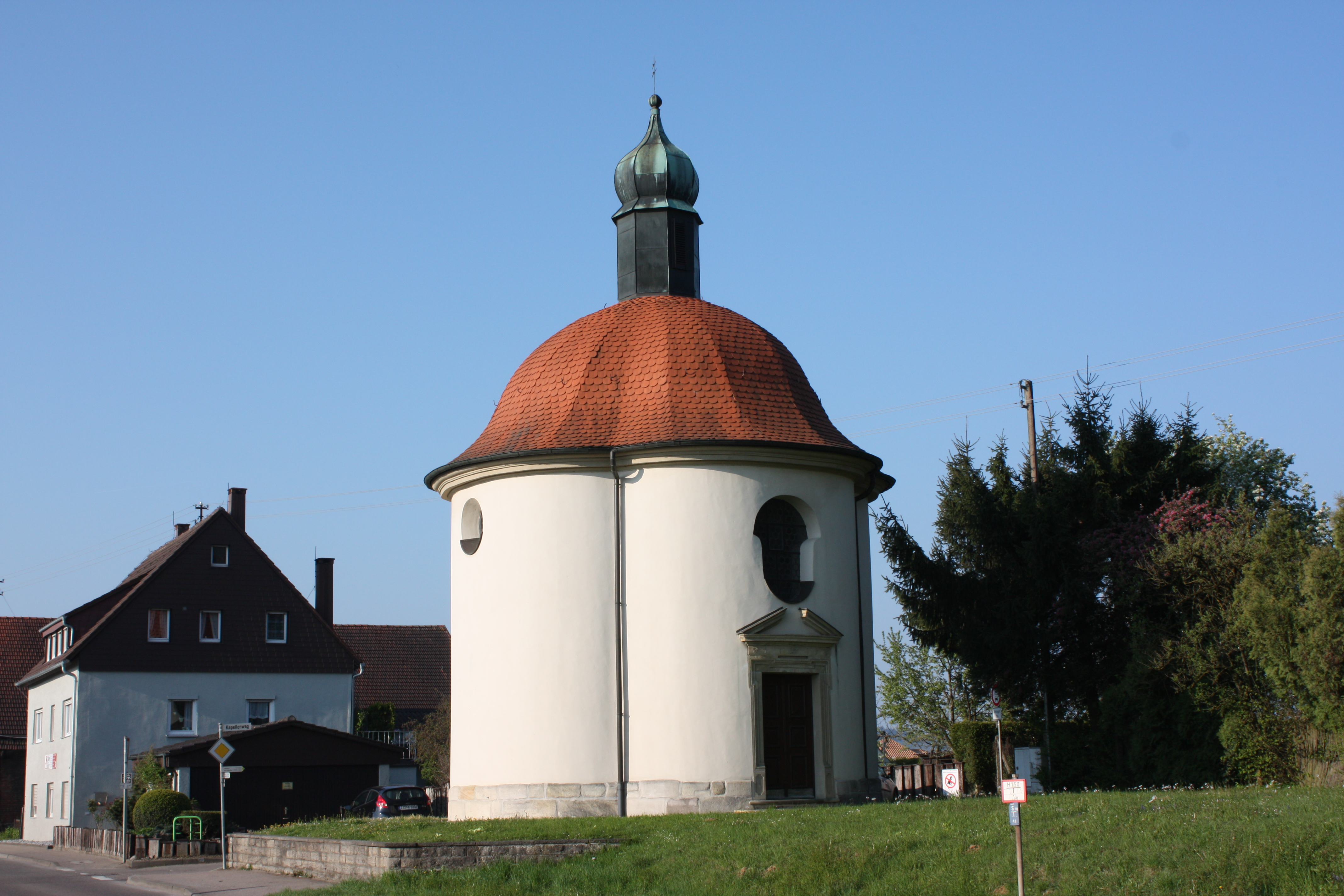

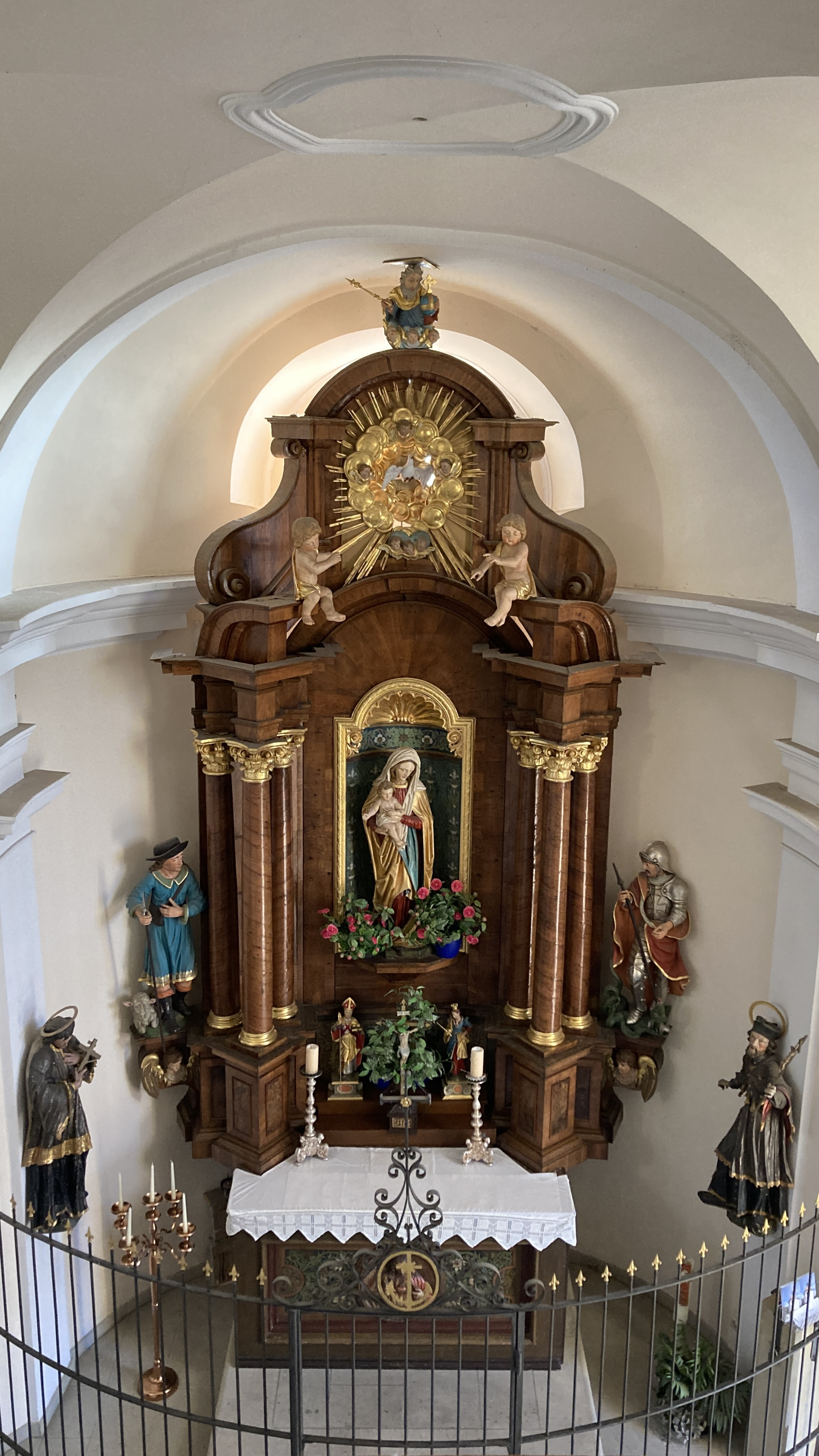

Die Marienkapelle ist ein barocker Sakralbau am Nordrand des Schwäbisch Gmünder Stadtteils Straßdorf. Der Vierkonchenbau hat Nischen in alle Himmelsrichtungen.
Die Marienkapelle wurde 1718/1719 von Pfarrer Joh. Georg Blessing als kleeblattförmige Wendelinskapelle an der Stelle einer älteren Wendelinskapelle errichtet. 1755 wurde sie in Marienkapelle umbenannt. 1870 wurde ein ebenfalls 1718 errichtetes Nebengebäude abgebrochen. Zu Instandsetzungsarbeiten kam es 1878, 1896/1897 sowie von 1988 bis 1990.
Bei der Kapelle handelt es sich, vom ehemaligen Patrozinium St. Wendelin abgeleitet, um eine große Flurkapelle nach böhmischem oder bayerischem Vorbild. Der barocke Innenraum enthält Stuck, der Zentralbau ein Kreuzgewölbe. Der barocke Hochaltar in Nussbaum wurde 1897 durch Franz Müller teilweise neu bemalt, ebenso wie die Empore. Ebenfalls 1897 wurde die spätgotische Madonna entfernt und anschließend verkauft. 1950 wurde diese durch eine privat gestiftete Marienfigur des 19. Jahrhunderts ersetzt. Das Altargitter stammt von 1878 und wurde von einem Schlosser Renz aus Schwäbisch Gmünd gefertigt.
Die Kapelle verfügt zudem über mehrere Figuren, so aus dem ersten Viertel des 17. Jahrhunderts eine heilige Barbara sowie einen heiligen Nikolaus, aus dem ersten Viertel des 18. Jahrhunderts einen heiligen Wendelin und Georg sowie aus der Mitte des 18. Jahrhunderts einen heiligen Franz Xaver und einen Johannes Nepomuk.
Die Marienkapelle beherbergt in ihrem kleinen Turm eine wertvolle Denkmalglocke des Glockengießers Franciscus Kern aus Augsburg. Diese Glocke wurde im Jahr 1723 gegossen und feierte somit 2023 ihren 300. Gusstag.
Die Schulterinschrift: FRANCISCVS KERN HAT MICH GOSSEN IN AVGSBVRG ANNO 1723.
Am 27. Mai 1892 ging die Kapelle in den Besitz der Kath. Kirchenpflege über, die seit 1898 von einer Straßdorfer Familie betreut und geschmückt wird.